# Agenzia esecutiva per i consumatori, la salute, l'agricoltura e la sicurezza alimentare
L'Agenzia esecutiva per i consumatori, la salute, l'agricoltura e la sicurezza alimentare (CHAFEA) è stata un'agenzia esecutiva dell'Unione europea subentrata all'Agenzia esecutiva per la salute e i consumatori (EAHC), istituita dalla Commissione europea nel 2006 per attuare il programma per la salute pubblica, il programma per i consumatori (dal 2008 in poi) e l'iniziativa "Migliorare la formazione per rendere più sicuri gli alimenti" (dal 2008 in poi). A partire dal 1º aprile 2021 è stata a sua volta sostituita dall'Agenzia esecutiva europea per la salute e il digitale (HaDEA).
L'agenzia è diventata operativa dal 1º gennaio 2014, con mandato di operare fino al 2024, svolgendo le funzioni attribuitele dalla Direzione generale per la salute e la sicurezza alimentare della Commissione europea.
L'agenzia contava circa 50 dipendenti e ha sede a Lussemburgo; il suo direttore è Luc Briol. 

## Attività dell'agenzia
L'agenzia si occupava di gestire:
- il programma dell'Unione europea per la salute;
- il programma per i consumatori;
- l'iniziativa "Migliorare la formazione per rendere più sicuri gli alimenti" (Better Training for Safer Food).

Gestiva le relazioni con circa 2800 beneficiari e collaboratori che portavano avanti quasi 400 appalti di progetti e servizi nel campo della salute, della protezione dei consumatori e della sicurezza alimentare.
Per le sue attività amministrative l'agenzia necessitava di un bilancio annuale di 7,3 milioni di euro.